# Barbus pleurogramma
Barbus pleurogramma är en fiskart som beskrevs av George Albert Boulenger 1902. Barbus pleurogramma ingår i släktet Barbus och familjen karpfiskar. IUCN kategoriserar arten globalt som otillräckligt studerad. Inga underarter finns listade.